# Palla di sego
Palla di sego (Boule de suif) è un racconto del 1880 di Guy de Maupassant.
L'opera nasce da una richiesta di Émile Zola che propone ai giovani scrittori del suo gruppo di scrivere un racconto sull'attacco prussiano a Parigi.
Le opere degli scrittori (tra cui una dello stesso Zola) sono state raccolte nelle "Les Soirées de Médan". Médan è la località dove si trova la casa di campagna di Émile Zola.

## Trama
Il racconto narra la storia di dieci persone in fuga da Rouen, invasa dai prussiani, su una carrozza diretta a Dieppe: tre coppie di coniugi – specchio di diverse classi sociali (commercianti, ricchi borghesi, nobili) –, un rivoluzionario repubblicano, due suore e una procace prostituta, “Palla di sego”, inizialmente, mal tollerata e disprezzata dal gruppo.
In seguito a una forte nevicata, tuttavia, la carrozza è costretta a procedere a rilento e l’unica che ha con sé cose da bere e da mangiare è proprio la ragazza, mentre gli altri sono presi dalla fame. L’uno dopo l’altro, pur di nutrirsi, passano sopra le proprie convinzioni e i propri pregiudizi e si servono senza vergogna dal cesto in cui Palla di sego aveva le sue provviste.
In seguito, la protagonista torna in primo piano: la diligenza viene arrestata da un ufficiale prussiano che minaccia di non lasciar ripartire nessuno se Palla di sego non gli avesse concesso le sue grazie. Pur avendole concesse già a molti, la ragazza rifiuta sdegnata, animata da un vivo e reale spirito patriottico. Inizialmente appoggiata dai suoi compagni d’avventura, con il passare dei giorni, di fronte alla prospettiva di veder interrotto il loro tragitto, i viaggiatori rimproverano a Palla di sego di star nuocendo a tutti per un suo capriccio e tra varie insistenze e giocando con ricatti morali, la spingono a cedere.
A malincuore e per giovare a tutti, essa accetta. La carrozza può così ripartire; a quel punto, però, i viaggiatori ricominciano a guardare con disprezzo la sciagurata ragazza che si è prostituita per il bene comune, ed ecco che di nuovo Palla di sego torna a essere emarginata quando tutto rientra nella normalità.
Un racconto, in fondo, senza tempo. Uno specchio vivo e reale di quello che succede quotidianamente, nella nostra società. L’autore segue con lucidità le speranze, le illusioni e le successive disillusioni della giovane donna. I confini tra il bene e il male ci appaiono ipocriti e insensati; prepotentemente i piccolo borghesi che abitano la carrozza si siedono dalla parte dei buoni e lasciano dal lato opposto una ragazza che per vivere usa il suo corpo, ma che ha energia, ideali e altruismo da vendere. L’iniziale illusione di poter entrare a far parte della schiera dei “giusti” è seguita da una brusca ricaduta, Palla di sego torna a essere una reietta. Eppure il nostro autore lascia parlare i fatti: non è la posizione sociale, il lavoro che troppe volte – per necessità – ci si trova a svolgere…non è il privilegio di nascita, il conto in banca, la casa, gli abiti, gli oggetti…sono altre le cose che qualificano una persona! I cosiddetti “giusti”, spesso, sono più meschini e ipocriti, decisamente più deplorevoli e detestabili di coloro che sono costretti a viaggiare sulla corsia opposta.

## "Palla di sego" in altre opere
Da Palla di sego trarrà spunto Ernest Haycox per scrivere il racconto Stage to Lordsburg, sceneggiato poi da Dudley Nichols per il film western Ombre rosse, girato da John Ford nel 1939.
Lo scrittore Giorgio Scerbanenco rivisita il racconto ambientandolo al confine tra Italia e Svizzera durante la seconda guerra mondiale. La storia si intitola Pallina e si trova nella raccolta Il falcone e altri racconti.
Il film Il viaggio (1959), diretto da Anatole Litvak con protagonisti Deborah Kerr e Yul Brynner, racconta una vicenda simile ambientandola durante la rivoluzione ungherese del 1956. 
Anche il film Un branco di vigliacchi del 1962 è un adattamento del racconto ambientato durante la seconda guerra mondiale con la protagonista che diventa una profuga, forse ebrea, e l'ufficiale che diventa un sergente nazista.
"Palla di sego" è il soprannome dato dai soldatacci tedeschi di Sven Hassel alla robusta e manesca capo-infermiera dell'ospedale di guerra in cui sono ricoverati, nel romanzo Kameraden del 1962. Dopo una serie di esilaranti scontri verbali e fisici Palla di sego diventerà temporaneamente la "fidanzata" di Fratellino.

## Edizioni italiane
- Boule de suif e altri racconti, a cura di Alberto Moravia, Collana Universale Economica n. 87, 1950-1951.
- Boule de suif. La casa Tellier. Primi racconti, cronologia, bibliografia e Prefazione di Gilbert Sigaux, con un saggio introduttivo di Henry James, Orpheus Libri-Einaudi, Torino, 1971.
- Palla di sego e altri racconti, Collana Biblioteca del viaggiatore, Passigli Editore, 1985-1997, ISBN 978-88-36-80431-3.
- Boule de suif - La maison Tellier, trad. di Mario Fortunato, Collana Scrittori tradotti da scrittori n. 43, Einaudi, Torino, 1992; a cura di Valeria Gianolio, Collana ET.Serie bilingue, Einaudi, Torino, 2000, ISBN 978-88-06-15244-4; ora in Fanti e puttane, Collana I Classici Bompiani, Milano-Firenze, Bompiani, 2019, ISBN 978-88-301-0054-1.
- Palla di sego, testo a fronte, trad. e cura di Arnaldo Colasanti, Collana «Minima» n.30, Salerno Editrice, 1992, ISBN 978-88-84-02099-4.
- Palla di sego e altri racconti, Acquarelli/Demetra, 1993-1994.
- Boule de suif, Collana facilitées, La Spiga-Meravigli, 1994, ISBN 978-88-71-00499-0.
- Boule de suif. Testo francese a fronte, trad. di Francesca Checchia, introduzione di Giovanni Pacchiano, Collana Classici n. 1015, BUR, Milano, 1994, ISBN 978-88-17-17015-4.